# Erland & the Carnival (альбом)
Erland & the Carnival  — дебютный студийный альбом британской фолк-рок группы Erland and the Carnival, изданный в январе 2010 года на лейбле Full Time Hobby. Он был высоко оценен критиками, и, по мнению BBC, группа «взяла различные кусочки существующей поэзии, лирики, народных сказок и песен и объединила их [в] коллекцию увлекательных, закрученных треков и историй, которые звучат как саундтрек к жуткой, мечтательной ярмарке».

## История
Альбом был записан в «Студии 13» Деймона Албарна и выпущен на лейбле Full Time Hobby в январе 2010 года.

## Отзывы
| Оценки критиков  | Оценки критиков |
| Источник         | Оценка          |
| ---------------- | --------------- |
| The Times        | [ 3 ]           |
| BBC              | (favorable)     |
| The Guardian     | (favorable)     |
| Drowned in Sound | (7/10)          |

Альбом был положительно оценен такими изданиями, как The Times', BBC и The Guardian. Лид-сингл с альбома, «My Name Is Carnival», был назван треком дня 28 января 2010 года по версии Clash Magazine.
Согласно отзыву For Folks Sake о качестве записи, дебютник «является отличным в производстве. Кристальная ясность и пространственная точность в записи инструментария и вокала — это блестящая работа по препарированию; каждая часть так аккуратно определена и в то же время вписывается в единое тело».
По мнению BBC, группа «взяла различные фрагменты существующей поэзии, лирики, народных сказок и песен и соединила их вместе с собственными органами, гитарами и текстами. В результате получилась коллекция увлекательных, закрученных треков и историй, которые звучат как саундтрек к жутковатой, мечтательной ярмарке».

## Список композиций
| №   | Название                                 | Длительность |
| --- | ---------------------------------------- | ------------ |
| 1.  | «Love is a Killing Thing»                | 5:25         |
| 2.  | «My Name is Carnival»                    | 3:01         |
| 3.  | «You Don't Have to Be Lonely»            | 3:19         |
| 4.  | «Trouble in Mind»                        | 4:15         |
| 5.  | «Tramps and Hawkers»                     | 3:16         |
| 6.  | «The Derby Ram»                          | 3:40         |
| 7.  | «Disturbed This Morning»                 | 3:32         |
| 8.  | «Was You Ever See»                       | 3:39         |
| 9.  | «The Sweeter the Girl the Harder I Fall» | 2:59         |
| 10. | «Everything Came Too Easy»               | 3:01         |
| 11. | «One Morning Fair»                       | 3:01         |
| 12. | «Gentle Gwen»                            | 3:37         |
| 13. | «The Echoing Green»                      | 3:39         |